# Truckfighters
Truckfighters ist eine schwedische Stoner-Rock-Band aus Örebro, die im Jahr 2001 gegründet wurde.

## Geschichte
Die Band wurde im Jahr 2001 von dem Gitarristen Niklas „Dango“ Källgren und dem Bassisten und Sänger Oskar „Ozo“ Cedermalm gegründet. In den Folgejahren änderte sich die Besetzung um die beiden mehrfach, ehe sich im Jahr 2007, nach dem Hinzukommen des Schlagzeugers Andre „Poncho“ Kvarnström, eine feste Besetzung bildete.
Bereits im Jahr 2001 nahmen die beiden ehemaligen Tontechniker eine erste EP, die sechs Lieder umfasste, auf. 2003 war die Gruppe auf einer Split-Veröffentlichung zusammen mit Firestone und 2004 auf der Kompilation The Ultimate Fuzz Collection – Vol One mit dem Lied Analogous zu hören.
Zusammen mit Firestone spielte die Band im April 2004 Konzerte in Finnland und hielt danach im Oktober zusammen mit El Thule weitere Konzerte in Italien ab, ehe sich im Dezember eine weitere Split-Veröffentlichung zusammen mit Square anschloss. Im Jahr 2005 folgte das erste Album Gravity X. Der Veröffentlichung schlossen sich im April Auftritte zusammen mit El Thule an, ehe die Band im Dezember auf Deutschlandtournee ging. Im April 2006 ging Truckfighters auf eine erneute Finnlandtour, ehe Konzerte im Mai in Großbritannien folgten. Nach weiteren Auftritten in Europa, begab sich die Band im Juli in die Bombshelter Studios, um ein neues Album aufzunehmen. Im Oktober schloss sich eine Tour durch Europa zusammen mit Mannhai an.
Das zweite Album Phi erschien im Jahr 2007, ehe sich dritte Album im Jahr 2009 unter dem Namen Mania anschloss. Zudem nahmen die Filmemacher Jörg Steineck und Christian Macijweski die Band-Dokumentation Truckfighters auf, die im Dezember 2011 erschien. Im Folgejahr arbeitete die Band an ihrem nächsten Album, das im Jahr 2014 unter dem Namen Universe erschien. Das Album erreichte Platz 92 in den deutschen Albumcharts. Im März 2012 absolvierte die Gruppe Auftritte in den USA. Anfang 2013 ging sie auf Europatournee zusammen mit Kvelertak, Anfang 2015 auf eine europäische „Rock Revelation Tour“ u. a. mit den Blues Pills und Jex Thoth. Im Mai 2016 erschien das erste Live-Album der Band als Schallplatte inkl. CD, die am 14. November 2014 in der Londoner o2 Academy aufgenommen worden war.
Am 30. September 2016 veröffentlichte die Band ihr Album "V" als Schallplatte, CD und Download.

## Stil
Laut laut.de spiele die Gruppe doomigen Stoner Rock, der durch Bands wie Kyuss, Queens of the Stone Age, Soundgarden und Tool beeinflusst worden sei. Laut Eduardo Rivadavia von Allmusic erinnere die Musik der Band an die Werke von Dozer, Kyuss und Fu Manchu.

## Diskografie
- 2001: Demo (Demo, Selbstverlag)

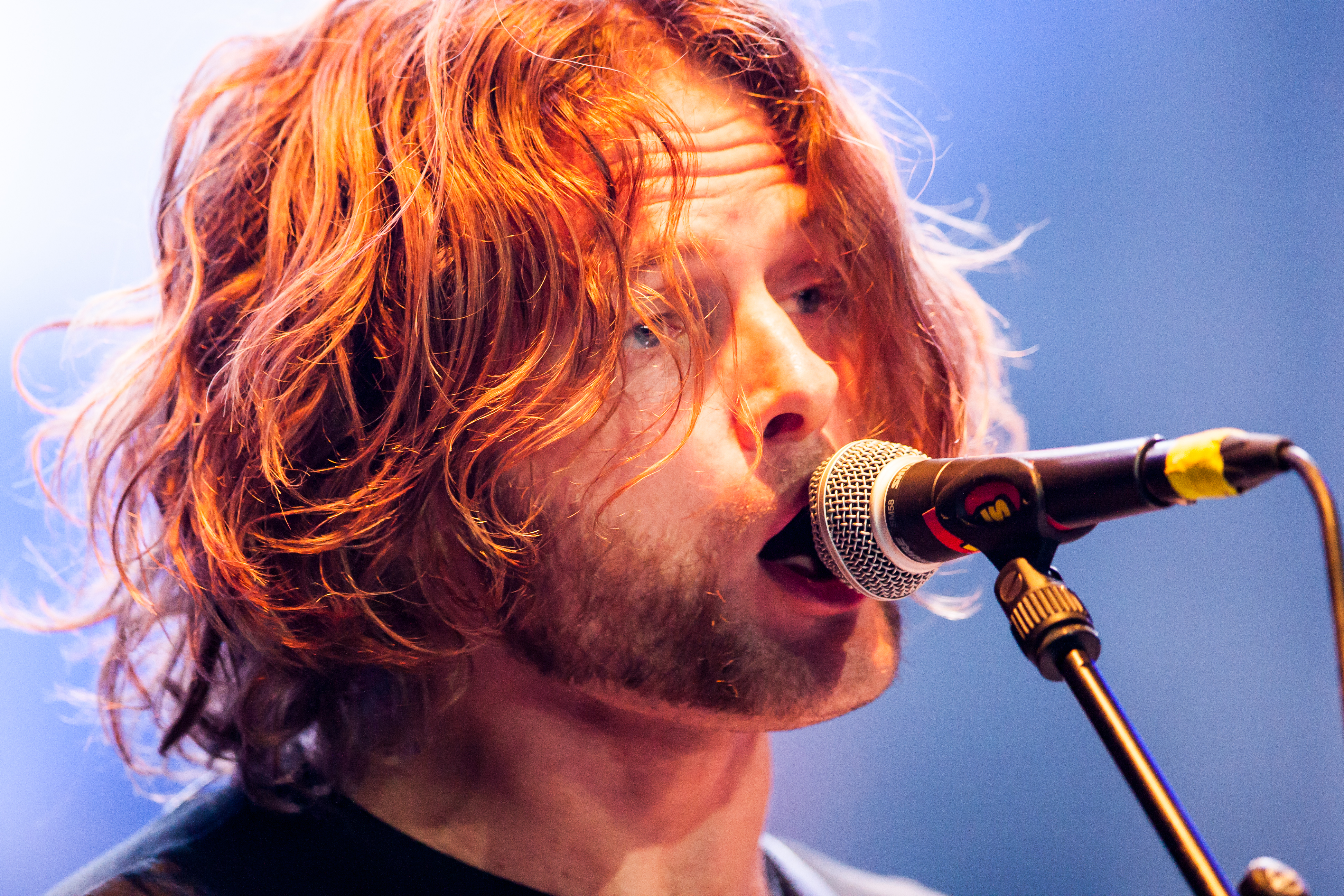
Oskar „Ozo“ Cedermalm beim Wacken Open Air 2015

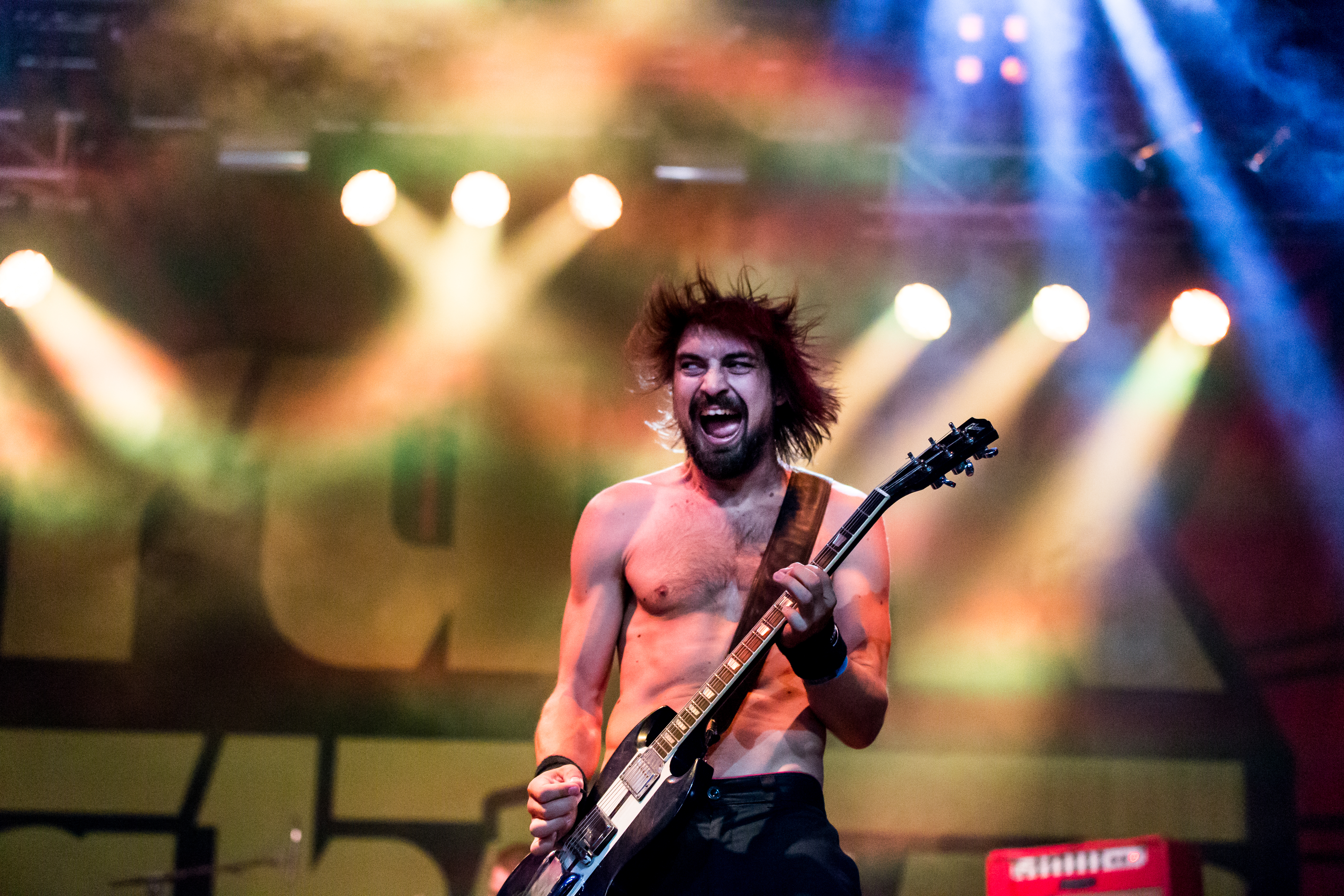
Niklas „Dango“ Källgren beim Wacken Open Air 2015

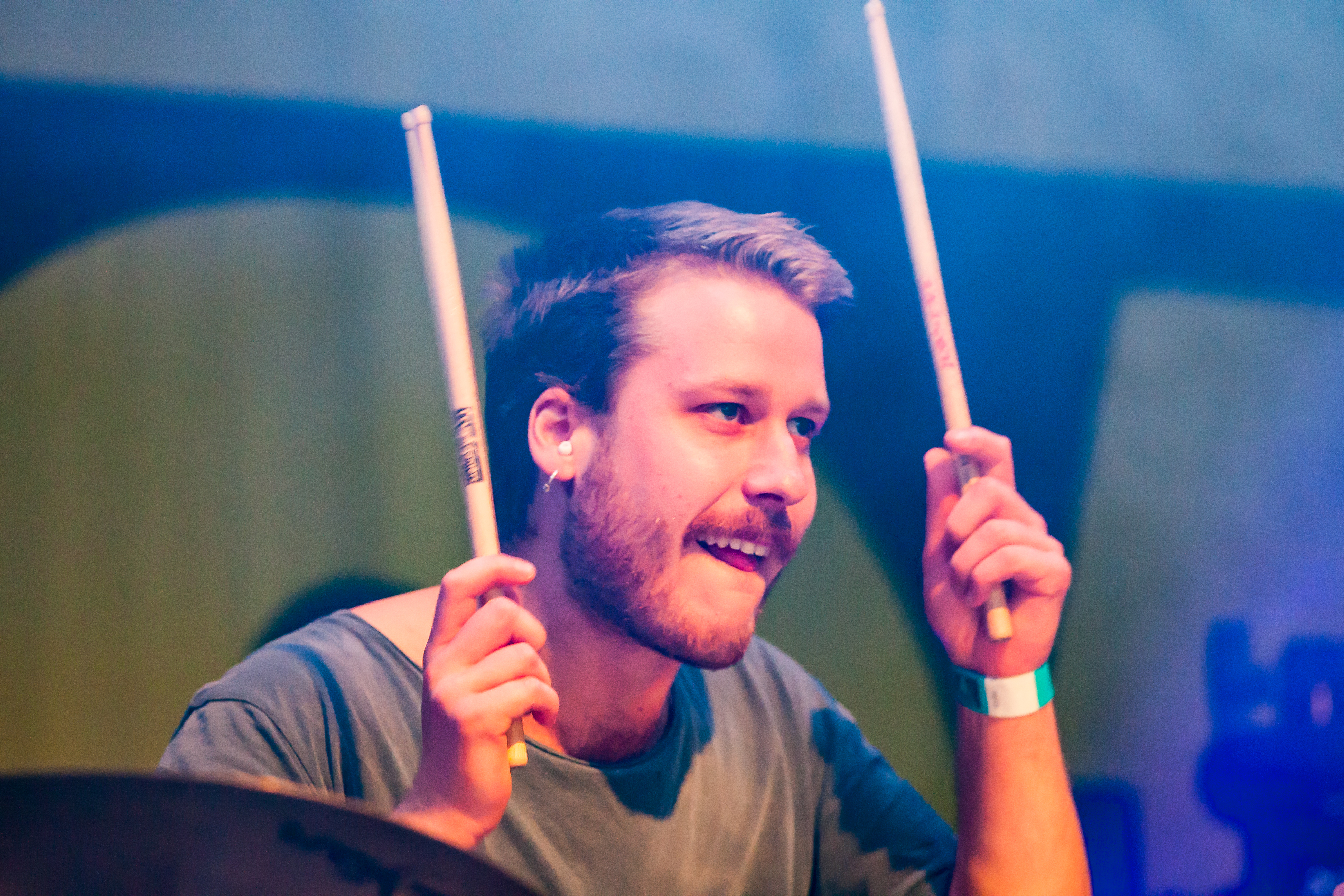
Axel „Enzo“ Larsson beim Wacken Open Air 2015

- 2003: Truckfighters vs. Firestone - Fuzzsplit of the Century (Split mit Firestone, Fuzzorama Records)
- 2004: Truckfighters & Square - Truckfighters Do Square / Square Do Truckfighters (Split mit Square, Fuzzorama Records)
- 2005: Gravity X (Album, Fuzzorama Records)
- 2007: Phi (Album, Fuzzorama Records)
- 2009: Mania (Album, Fuzzorama Records)
- 2011: Hidden Treasures of Fuzz (Kompilation, Fuzzorama Records)
- 2013: The Chairman (EP, Fuzzorama Records)
- 2013: Gravity X/Phi (Kompilation, Fuzzorama Records)
- 2014: Universe (Album, Fuzzorama Records)
- 2014: Truckfighters vs. Witchrider - Return of the Fuzzsplit Vol. 1 (Split mit Witchrider, Fuzzorama Records)
- 2016: V (Album, Fuzzorama Records)
- 2016: Live in London (Live-Album, Fuzzorama Records)